# Торжество (фильм)
«Торжество́. До́гма № 1» (дат. Festen. Dogme # 1) — драма Томаса Винтерберга, первый фильм из проекта «Догма 95». Получил специальный приз жюри каннского кинофестиваля 1998 года и приз зрительских симпатий на фестивале в Роттердаме в 1999 году. Помимо этого, фильм был выдвинут от Дании на премию «Оскар» за лучший фильм на иностранном языке, однако не попал в шорт-лист номинации.

## Сюжет
На шестидесятилетие Хельге Клингенфельда в огромном семейном доме собираются дети, родственники и друзья именинника. На торжественном обеде сын Хельге, Кристиан, приехавший из Парижа, произносит речь. В ней он нарушает многолетнюю семейную идиллию, раскрывая перед присутствующими многочисленные пороки отца и остальных членов семьи.
Шокированные гости узнают о причинах самоубийства сестры Кристиана, Линды, и множественных случаях сексуального насилия, испытанного детьми Хельге в детстве.

## В ролях
- Ульрих Томсен — Кристиан
- Хеннинг Моритцен — Хельге
- Томас Бо Ларсен — Микаэль
- Паприка Стин — Хелен
- Бирте Нойманн — Эльсе
- Трине Дюрхольм — Пия
- Хелле Доллерис — Метте
- Терезе Глан — Мишель
- Клаус Бондам — Тамада

## Съёмки
- В марте 1996 года некто Алан позвонил на датскую радиостанцию Danish National Radio и рассказал о своей необычной речи, произнесённой на шестидесятилетии его отца. Томас Винтерберг был одним из слушателей этой передачи. Так родилась идея первого фильма из проекта «Догма». После премьеры фильма радиостанция разыскала Алана и устроила ему встречу с Винтербергом. Как позднее заявил Алан в интервью, его история была просто фантазией[1].
- Как и все фильмы проекта «Догма 95», «Торжество» снято ручной камерой в помещении с естественным светом, без пост-продакшена, с «живым» звуком и музыкой. Для достижения нужных звуковых эффектов оператор размахивал микрофоном в воздухе.
- Томас Винтерберг сыграл в фильме водителя такси, подвозившего Гбатокая, бойфренда Хелен.
- Томас Винтерберг сказал в интервью о своём фильме: «Несмотря на то, что этот фильм явился самым приятным во всех отношениях проектом из всех, которыми я когда-либо занимался, мне пришлось проникнуть в сущность зла и отвращения так глубоко, как никогда раньше…»
- Премьера фильма в России состоялась 12 июня 1999 года на Международном кинофестивале в Сочи.